# GnomeVFS
GnomeVFS (afkorting van GNOME Virtual File System) is een virtueel bestandssysteem voor GNOME en het dient als abstractielaag om bestanden te gebruiken en bewerken. Hierdoor kan een applicatie bestanden openen en bewerken die zich op allerlei bestandssystemen en apparaten bevinden, zoals op een lokale harde schijf, een server of een digitale camera. Het werd hoofdzakelijk gebruikt in Nautilus en andere applicaties in versies ouder dan GNOME 2.22.
Sinds GNOME 2.22 is GnomeVFS vervangen door GVFS en nieuwe applicaties dienen deze te gebruiken via GIO, de API voor GVFS.